# Seven de Lisboa 2021
El Seven de Lisboa de 2021 fue la primera etapa del Campeonato europeo de rugby 7 de 2021.
Se disputó entre el 5 y 6 de junio en Lisboa, Portugal.

## Equipos participantes
- Alemania
- España
- Georgia
- Italia
- Lituania
- Polonia
- Portugal
- Rusia

## Resultados

### Grupo A
| Pos. | Equipo   | Encuentros | Encuentros | Encuentros | Encuentros | Tantos  | Tantos    | Tantos     | Puntos |
| Pos. | Equipo   | jugados    | ganados    | empatados  | perdidos   | a favor | en contra | diferencia | Puntos |
| ---- | -------- | ---------- | ---------- | ---------- | ---------- | ------- | --------- | ---------- | ------ |
| 1    | Alemania | 3          | 3          | 0          | 0          | 65      | 10        | +55        | 9      |
| 2    | Portugal | 3          | 2          | 0          | 1          | 50      | 27        | +23        | 7      |
| 3    | Georgia  | 3          | 1          | 0          | 2          | 27      | 62        | -35        | 5      |
| 4    | Lituania | 3          | 0          | 0          | 3          | 26      | 69        | -43        | 3      |

Nota: Se otorgan 3 puntos al equipo que gane un partido, 2 al que empate y 1 al que pierda

### Grupo B
| Pos. | Equipo  | Encuentros | Encuentros | Encuentros | Encuentros | Tantos  | Tantos    | Tantos     | Puntos |
| Pos. | Equipo  | jugados    | ganados    | empatados  | perdidos   | a favor | en contra | diferencia | Puntos |
| ---- | ------- | ---------- | ---------- | ---------- | ---------- | ------- | --------- | ---------- | ------ |
| 1    | España  | 3          | 3          | 0          | 0          | 55      | 38        | +17        | 9      |
| 2    | Rusia   | 3          | 2          | 0          | 1          | 48      | 26        | +22        | 7      |
| 3    | Italia  | 3          | 1          | 0          | 2          | 31      | 45        | -14        | 5      |
| 4    | Polonia | 3          | 0          | 0          | 3          | 31      | 56        | -25        | 3      |

Nota: Se otorgan 3 puntos al equipo que gane un partido, 2 al que empate y 1 al que pierda

## Fase Final

### Cuartos de final
| 6 de junio | Alemania | 17 - 7 | Polonia |  |  |

| 6 de junio | Rusia | 12 - 5 | Georgia |  |  |

| 6 de junio | España | 38 - 12 | Lituania |  |  |

| 6 de junio | Portugal | 33 - 7 | Italia |  |  |

### Semifinal Copa de plata
| 6 de junio | Polonia | 0 - 12 | Georgia |  |  |

| 6 de junio | Lituania | 12 - 21 | Italia |  |  |

### Semifinal Copa de oro
| 6 de junio | Alemania | 7 - 5 | Rusia |  |  |

| 6 de junio | España | 38 - 12 | Portugal |  |  |

### Definición 7° puesto
| 6 de junio | Polonia | 5 - 43 | Lituania |  |  |

### Final Copa de plata 5° puesto
| 6 de junio | Italia | 5 - 10 | Georgia |  |  |

### Definición 3° puesto
| 6 de junio | Portugal | 12 - 14 | Rusia |  |  |

### Final Copa de oro
| 6 de junio | España | 19 - 17 | Alemania |  |  |

| Bandera de España        |
| Campeón España           |
| 1.er título del circuito |